# Herbert Nette
Herbert Nette (* 14. März 1902 in Oberhausen; † 22. September 1994) war ein deutscher Redakteur und Schriftsteller.

## Leben
Nette studierte Geschichte, Germanistik und Rechtswissenschaft. Nach seiner Promotion zum Dr. jur. arbeitete er von 1927 bis 1941 als Feuilletonredakteur beim Darmstädter Tagblatt und von 1941 bis 1943 bei der Kölnischen Zeitung. Nach drei Jahren als Literarischer Leiter des Claasen&Roether Verlags in Darmstadt (1946–1949) wechselte er wieder zum Feuilleton, zur Frankfurter Allgemeinen Zeitung. Von 1954 bis 1973 war Nette Cheflektor des Eugen Diederichs Verlags in Düsseldorf.
Nettes literarisches Werk umfasst neben zahlreichen Fachtexten (z. B. die linguistische Arbeit Zur Metamorphose der Wörter) vor allem illustrierte Biografien, die große Persönlichkeiten der Geschichte porträtieren.

## Werke
- Die großen Deutschen in Italien (1938) – Dichtung, Briefe und Berichte
- Wort und Sinn. Von den Elementen der Sprache (1946)
- Adieu les belles choses. Eine Sammlung letzter Worte. Eugen Diederichs Verlag, Düsseldorf 1971
- Friedrich II. von Hohenstaufen (1975)
- Jeanne d'Arc (1977)
- Karl V. (1979)
- Elisabeth I. (1982)
- Wilhelm und Caroline von Humboldt – Ein Leben in Briefen